# Architronito

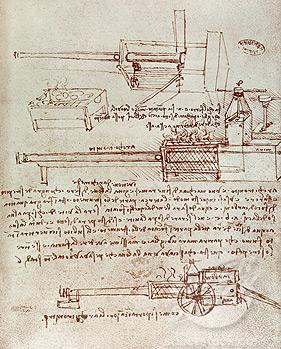
Leonardo da Vinci dibujo a pluma y tinta del Architronito.

El Architronito, era un cañón de vapor, cuya descripción se encuentra en los documentos de Leonardo da Vinci de finales del siglo XV, aunque atribuye su invención a Arquímedes en el siglo III a. C.
La descripción de Leonardo fue escondida entre sus papeles hasta que fue redescubierta por Étienne-Jean Delécluze del Instituto de Francia en 1838 y publicada en la revista L'Artiste en 1841, mucho después de que la moderna máquina de vapor de alta presión fuera inventada independientemente.

## Descripción
De la descripción dada, los medios de operación más probables son los siguientes.
 
Un cañón de avancarga convencional que tendría un fuerte tubo metálico conectando el oído, donde normalmente se colocaría la mecha, a una caldera de cobre, terminando por debajo del nivel del agua en su interior pero describiendo una U invertida por encima de ella a modo de sifón. Un fuego de carbón calentaría el oído del cañón y la caldera de manera que el metal de la recámara del cañón se pondría al rojo vivo y herviría vigorosamente. El vapor se dejaría escapar de la caldera a través de una abertura con un tornillo para que no se forme una acumulación de presión. Para disparar el cañón se enroscaría una tapa en la abertura de la caldera, provocando una inmediata acumulación de presión de vapor en la caldera. Esto forzaría al agua hirviendo a lo largo del tubo de sifón hacia la recámara del cañón. Aquí entraría en contacto con las paredes calientes del cañón y se convertiría en vapor, la presión de la repentina liberación de vapor obligaría a la bala de cañón a salir por su boca.

## La propia descripción de Leonardo
Relato del Nelson Examiner y New Zealand Chronicle, 1842:

La máquina de vapor. - M. Delecluze ha hecho recientemente un descubrimiento entre los manuscritos de Leonardo da Vinci, llevando el conocimiento de la máquina de vapor al menos hasta el siglo XV. Ha publicado en L'Artiste una nota sobre la vida de Leonardo da Vinci, a la que añade un facsímil de una página de uno de sus manuscritos, y en el que hay cinco bocetos realizados a la pluma, que representan los detalles del aparato de una máquina de vapor, con una nota explicativa sobre lo que designa bajo el nombre de "Architronito", y de la que la nota siguiente es una traducción: - "Invención de Arquímedes". - El Architronito es una máquina de cobre fino, que lanza bolas con un fuerte informe y gran fuerza. Se utiliza de la siguiente manera: - Un tercio de este instrumento contiene una gran cantidad de fuego de carbón. Cuando el agua está bien calentada, un tornillo en la parte superior del recipiente que contiene el agua debe ser apretado. Al cerrar el tornillo de arriba, toda el agua se escapará por debajo, descenderá a la parte calentada del instrumento, y se convertirá inmediatamente en un vapor tan abundante y poderoso, que es maravilloso ver su furia y oír el ruido que produce. Esta máquina llevará una bola de un talento de peso. Es digno de mención que Leonardo da Vinci, lejos de reclamar el mérito de este invento para sí mismo o para los hombres de su tiempo, lo atribuye a Arquímedes.

El peso de la bala de cañón se describe como un talento. Un talento romano pesaba 32,3 kilogramos, aunque la cantidad variaba en el mundo antiguo por unos pocos kilos.